# Morainville-Jouveaux
Morainville-Jouveaux – miejscowość i gmina we Francji, w regionie Normandia, w departamencie Eure.
Według danych na rok 1990 gminę zamieszkiwało 301 osób, a gęstość zaludnienia wynosiła 20 osób/km² (wśród 1421 gmin Górnej Normandii Morainville-Jouveaux plasuje się na 612 miejscu pod względem liczby ludności, natomiast pod względem powierzchni na miejscu 137).